# One Last Dance
One Last Dance (bra: O Jogo da Vingança) é um filme singapuriano de Drama e Suspense de 2006, dirigido por Max Makowski e estrelado por Francis Ng, Ti Lung, Vivian Hsu e Harvey Keitel.

## Prêmios e indicações
| Prêmios e Indicações           | Prêmios e Indicações                       | Prêmios e Indicações | Prêmios e Indicações |
| Prêmio                         | Categoria                                  | Indicação            | Resultado            |
| ------------------------------ | ------------------------------------------ | -------------------- | -------------------- |
| 8º Newport Beach Film Festival | Jury Award - Best Cinematographer          | Charlie Lam          | Venceu               |
| 2006 Sundance Film Festival    | Grand Jury Prize - World Cinema - Dramatic | Max Makowski         | Indicado             |